# Diversidad sexual en Polonia

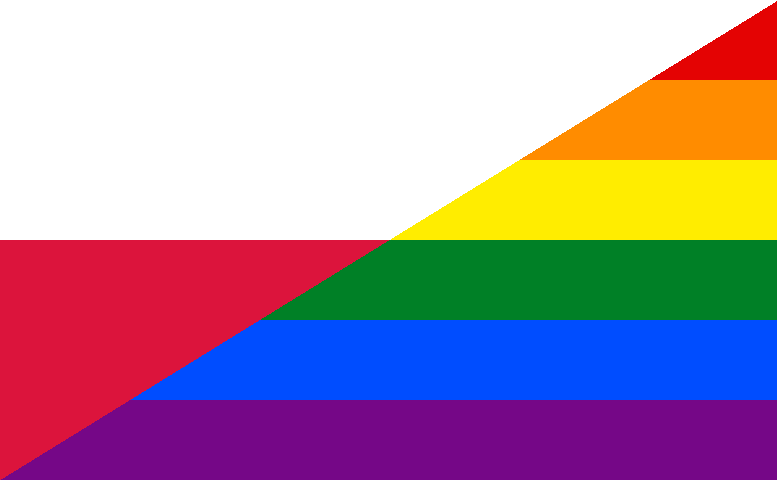

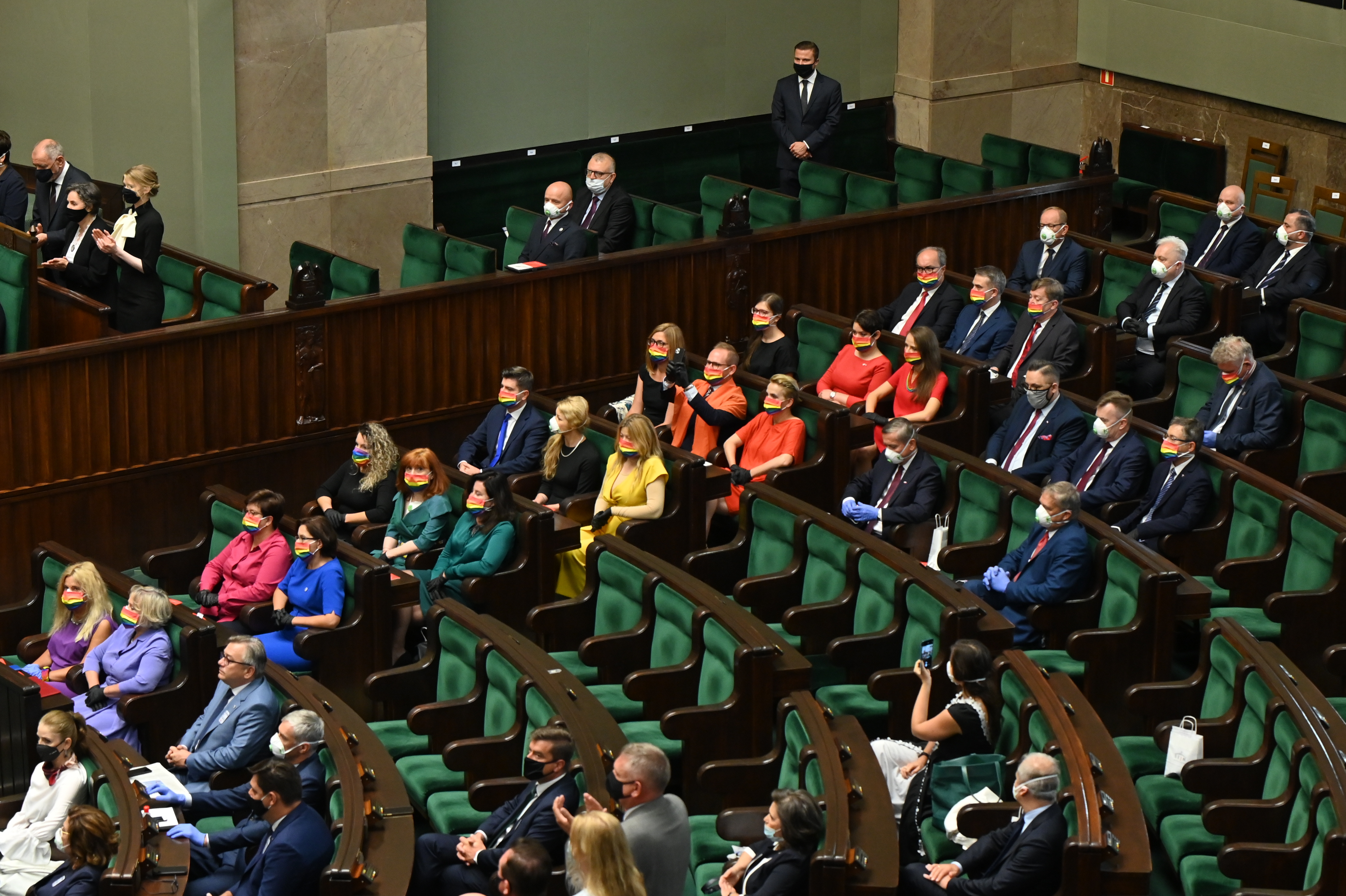
Diputados de izquierda vestidos con los colores del arco iris durante la ceremonia de juramento de Andrzej Duda como presidente de la República de Polonia, en protesta por sus declaraciones homofóbicas durante la campaña presidencial

La diversidad sexual en Polonia se enfrenta a ciertos desafíos legales y sociales no experimentados por otros residentes.

## Historia

### Antes de laSegunda Guerra Mundial
En Polonia las relaciones homosexuales fueron legalizadas en 1932, el mismo año se equiparó la edad de consentimiento entre homosexuales y heterosexuales. La decisión ya se había tomado a principios de los años veinte y representó el éxito de una larga defensa transnacional. Polonia fue uno de los primeros países que decrminalizó los actos homosexuales en Europa, siendo referente para otros países como en el caso danés en 1933.

### Bajo laAlemania nazi(1939-1945)
Esta situación de tolerancia y de derechos de la comunidad gay polaca acabó muy pronto, sólo 7 años después de las nuevas leyes, la Segunda Guerra Mundial empezó y Adolf Hitler invadió este estado, acabando así con las anteriores leyes y persiguiendo a la población homosexual (así como a la gitana, etc.).

### Durante el sistemacomunista(1945-1989)
En 1945 las fuerzas aliadas echaron a los alemanes de Polonia, Polonia se convirtió en un estado socialista, aliado de la Unión de Repúblicas Socialistas Soviéticas. Aun así, la prostitución homosexual fue legalizada en 1969, aunque continuaba siendo considerada como enfermedad.

### Durante el sistema Capitalista
Tras la llegada del capitalismo, al igual que en otros estados exsocialistas, la comunidad homosexual polaca ni disfruta de los mismos derechos que otros ciudadanos ni son tolerados de la misma manera que en Europa Occidental. Una de las posibles causas es el fuerte arraigo que tiene la religión católica en la sociedad polaca.

#### Gobierno deLech Wałęsa(1990-1995)
En 1991 la homosexualidad fue eliminada de la lista de enfermedades.

#### Gobierno deKaczyński(2005-actualidad)

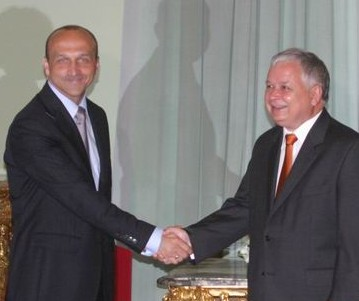
Lech Kaczyński (derecha) y Kazimierz Marcinkiewicz (izquierda).

Últimamente, se critica a Polonia por homofobia. Algunos motivos dados por los críticos (especialmente organizaciones de derechos humanos y por los organismos europeos) son que el antiguo alcalde de Varsovia (Lech Kaczyński, que en la actualidad ostenta el cargo de presidente del país) prohibió que se celebrase la típica marcha que celebra el día del orgullo gay en la capital (no fue la única ciudad que lo hizo, por ejemplo, en Poznan también se prohibió). Al convertirse en el candidato de la derecha por parte del partido Ley y Justicia para ser presidente del país, muchos homosexuales polacos amenazaron con marcharse de Polonia si ganaba, a pesar de lo cual consiguió los suficientes votos como para ganar las elecciones y convertirse en presidente de los polacos. Otro de los motivos es que su gobierno está compuesto por los conservadores de Ley y Justicia, los ultra-católicos de la Liga de las Familias Polacas y los campesinos nacionalistas de Autodefensa de la República de Polonia (gobierno que se compuso tras las elecciones de 2005).

##### Declaraciones homofóbicas
Bajo este gobierno se han realizado las siguientes declaraciones

Kazimierz Marcinkiewicz, en el puesto de primer ministro:

Si alguien intenta contaminar a los otros con su homosexualidad, el Estado debe intervenir

de Kazimierz Michał Ujazdowski, Ministro de Cultura y miembro de Ley y Justicia:

No confundamos la propaganda brutal de la homosexualidad con llamamientos a favor de la tolerancia. Se trata de un tipo de locura, y en vista de esto, para ellos, nuestro gobierno será sin duda una noche oscura

de Teresa Łecka, directora del Centro Nacional de Formación del Profesorado: 

Las prácticas homosexuales conducen al drama, el vacío y la degeneración

de Wojciech Wierzejski, diputado del Sejm (Parlamento polaco), refiriéndose a si se celebraba la manifestación que se había prohibido en Varsovia:

Si los desviados comienzan a manifestarse, habrá que aporrearlos

un responsable de educación:

Estas bodas (entre personas del mismo sexo) no pueden legalizarse porque destruirían nuestra civilización

de Paweł Zyzak, redactor de W Prawo Zwrot! (¡Giro a la derecha!), que escribió que los gais son "animales" y que son "los emisarios de Satán enviados para destruir la Iglesia católica".
Sin embargo, el primer ministro, cuando visitó a la Comisión Europea dijo que los homosexuales disfrutan de todos los derechos en Polonia y pidió a José Manuel Durao Barroso que "no crea en el mito de Polonia como país antisemita, homófobo y xenófobo".
Ante todo esto se han denunciado declaraciones homófobas, pero estas denuncias han sido desestimadas por las autoridades judiciales alegando a que "no puede entenderse que las declaraciones sean constitutivas de amenazas ni de incitación a la comisión de un delito".

##### Propuesta contra la "promoción de la homosexualidad"
Toda esta situación se ha agravado en 2007, cuando el 13 de marzo se anunció una propuesta que prohibirá "la promoción de la homosexualidad o cualquier otra desviación" en los centros educativos de Polonia. El propósito de esta medida es "castigar a cualquiera que promueva la homosexualidad o cualquier otra desviación de naturaleza sexual en los centros educativos", según anunció el viceministro de Educación, Miroslaw Orzechowski, en una rueda de prensa. A quienes incumplan la norma, se les castigará con el despido, multas o el encarcelamiento. Esta nueva normativa ha tenido una gran oposición en Europa, y dentro de Polonia se manifestaron 10 000 maestros en Varsovia el 17 de marzo también Janusz Kochanowski (comisario polaco para Derechos Civiles) ha anunciado que va en contra de la Constitución.

Art 30. Constitución de Polonia: "la dignidad inherente e inalienable de la persona constituirá una fuente de libertades y derechos de las personas y ciudadanos. Será inviolable. El respeto y la protección de dicha dignidad serán obligación de las autoridades públicas".

Orzechowski declaró al diario El País (España) en abril de 2007 que «prohíbo la propaganda gay por mis creencias como hombre»:

Nadie tiene derecho a divulgar lo que quiera y en los lugares que quiera. La sociedad polaca se guía en las cuestiones fundamentales por el Derecho Natural. Según diversos estudios, el 96% de los polacos se identifican con el magisterio de Juan Pablo II.

Ante esta ley, Joan Herrera (portavoz de Izquierda Unida-Iniciativa per Catalunya Verds en el Congreso de los Diputados español) anunció que presentará una iniciativa para que España impulse la suspensión de Polonia como miembro de la Unión Europea
. También se ha criticado duramente a Polonia desde el Parlamento Europeo, dónde se ha pedido al gobierno que no elabore esta ley y le ha exigido más respeto y tolerancia hacia los homosexuales (aunque también en el resto de estados).

##### Investigaciones y censura de actitudes homosexuales en los medios de comunicación
El 28 de mayo de 2007, la portavoz polaca de los Derechos del Niño, Ewa Sowinska, ordenó a los servicios de su departamento que analizaran si la famosa serie infantil Los Teletubbies fomentaba la homosexualidad, decisión que fue rechazada desde Bruselas por la Comisión Europea por medio de su portavoz para los Medios de Comunicación, Martin Selmayr, por entender que vulnera la libertad de los medios para elegir sus contenidos. Las autoridades polacas, ante la repercusión de la situación, decidieron echarse atrás en su decisión de investigar la serie.
También añadir que la televisión pública censuró un episodio de Little Britain en el que aparecía un sacerdote gay y su pareja, alegando la portavoz del ente público que "lo que está permitido en la televisión pública británica puede provocar reacciones de malestar entre los espectadores polacos".

## Situación actual
También hace falta añadir la influencia y el prestigio de "Radio Maryja" ("Radio María", en polaco), una radio católica que surgió tras la caída del comunismo. Esta radio es calificada de homófoba, racista, xenófoba, antisemita y ultra-nacionalista. Algunos de sus comentarios más polémicos han sido uno que decía que había que afeitar la cabeza a todos los diputados que apoyasen la legalización del aborto (véase el parecido con las medidas de la Alemania nazi) o que "mientras que en un Estado católico como Polonia la mayoría de los ministros sean judíos y apesten a cebolla, Polonia nunca será polaca". También se ha dicho en esa emisora que "desde que el holocausto se incluyó en los planes de estudio, todos creen que Auschwitz fue un campo de exterminación y no un campo de trabajo normal".[cita requerida] Sus mensajes han causado alboroto y preocupación en Europa y recientemente el papa de Roma ha pedido a la emisora que modere sus comentarios.

### Celebración de marchas LGBT+

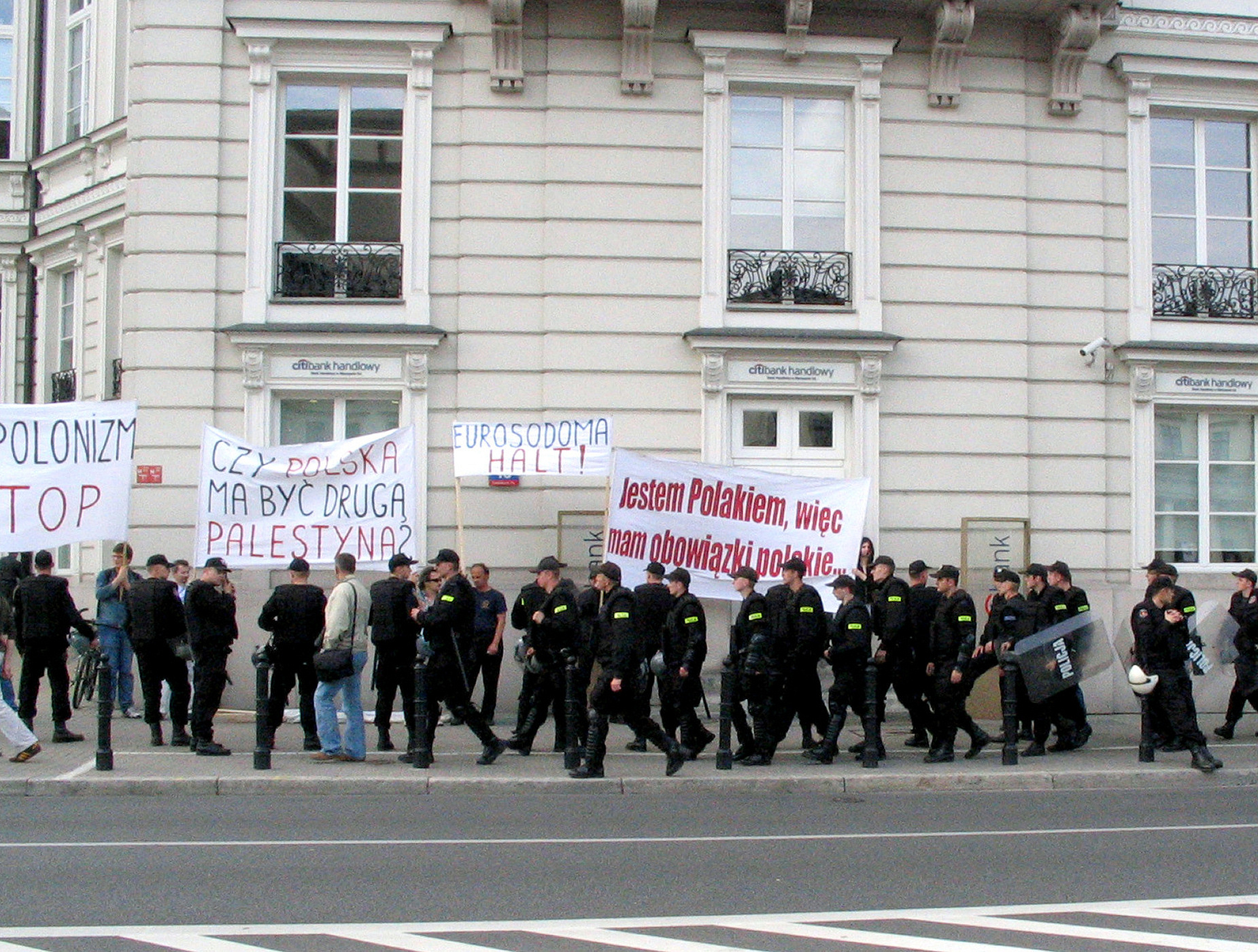
Manifestantes anti-gay son separados por la policía de la Parada Rownosci en Varsovia de 2006.

Las celebraciones del día internacional del orgullo LGBT así como otras marchas convocadas por organizaciones LGBT en Polonia están envueltas de un ambiente muy caldeado, en caso de celebrarse (como se ha comentado más arriba, se han prohibido algún año en ciudades como Varsovia o Poznan). Esto sucede especialmente desde hace unos años (aproximadamente desde 2004, cuando ingresó en la Unión Europea).
Declaraciones de un padre de familia que pasaba al lado de una marcha gay:

La Unión Europea anima este tipo de manifestaciones. Esas gentes son enfermos, perdidos, tendrían que ir al médico, no a la calle

En la marcha de 2004 en Cracovia llamada "Desfile de la Tolerancia" un grupo de personas acompañaron a los manifestantes intimidándolos gritando "¡Asesinos!" "¡Maricones al hospital!", "¡Pervertidos, fuera de Cracovia!"  La policía intervino para evitar que los contramanifestantes agredieran a los participantes en el "Desfile de la Tolerancia", hubo 20 detenidos y 2 personas fueron ingresadas en el hospital por quemaduras.

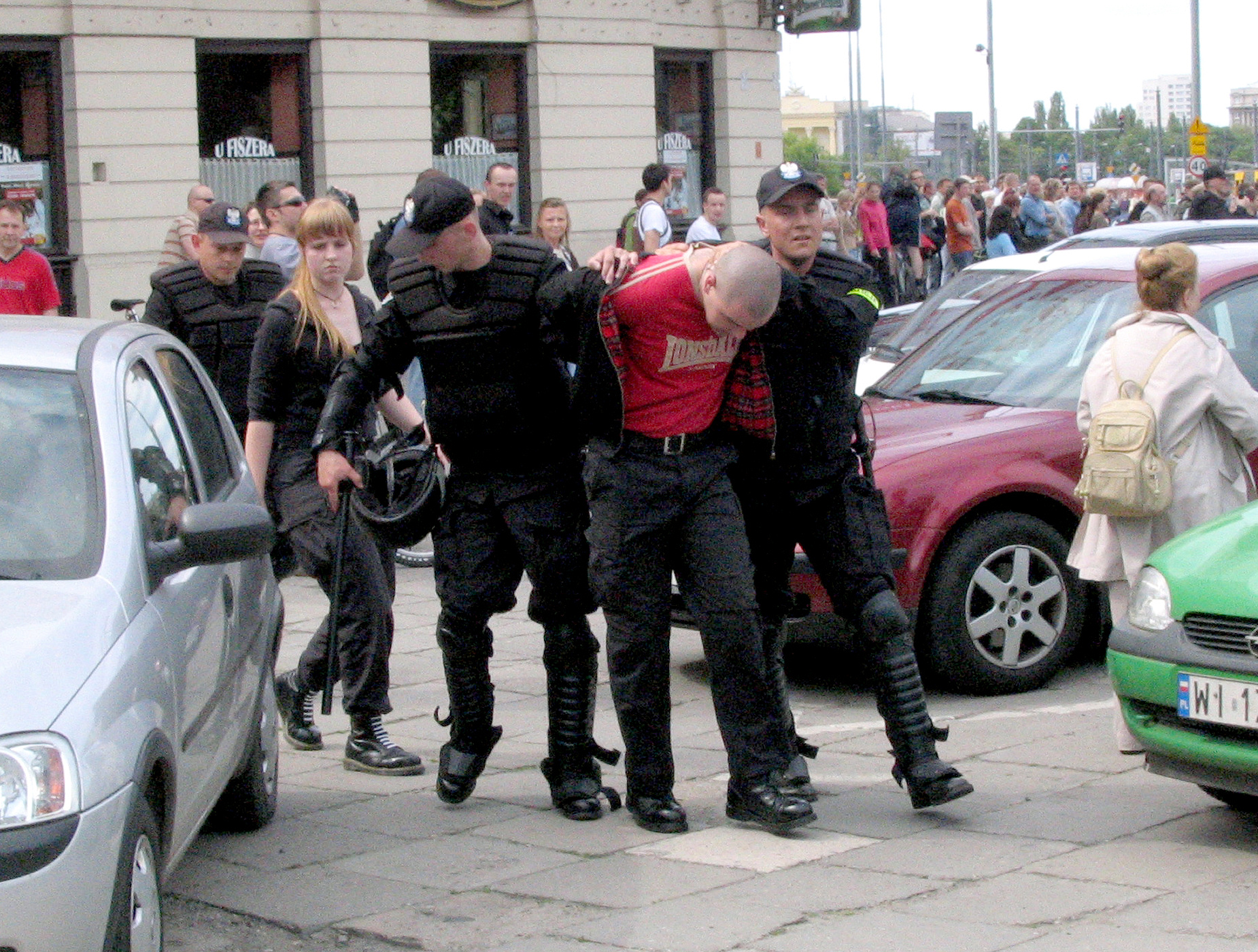
Detención de un anti-gay en la Parada Rownosci en Varsovia, 2006.

En Varsovia finalmente se celebró una marcha gay en 2006, tras tres años en las que ninguna fue permitida, ésta fue permitida por el nuevo alcalde debido a las presiones de la Unión Europea y de los tribunales, que declararon a las prohibiciones como ilegales. En la manifestación se encontraban miembros de los verdes alemanes y del Partido Socialdemócrata de Alemania. 

El 19 de mayo de 2007 unas cinco mil personas se manifestaron en Varsovia durante la denominada Parada de la Igualdad, la primera que ha gozado de la plena aceptación de la alcaldía de Varsovia (el anterior alcalde y el anterior presidente polaco, Lech Kaczyński, la había prohibido anteriormente) y en la que no se registraron percances. Hubo una marcha paralela de extrema derecha que intentó boicotearla, en la que hubo cinco detenidos.
El 3 de mayo de 2007 el Tribunal Europeo de Derechos Humanos condenó a Polonia por la violación de los artículos 11, 13 y 14 de la Convención Europea de Derechos Humanos, por haber prohibido la marcha del orgullo gay de 2005 en Varsovia. Sus organizadores liderados por Tomasz Bączkowski presentaron una demanda ante el tribunal europeo alegando discriminación y que se había violado su derecho a la reunión, que fue aceptada. El caso fue denominado Bączkowski contra Polonia y su sentencia fue considerada un hito histórico por las asociaciones de derechos LGBT.

### Científicos
Según un informe de 2018 sobre las opiniones de los científicos polacos, los científicos apoyan abrumadoramente la igualdad LGBT:
- la mayoría de los científicos y no científicos tienen una actitud positiva hacia la legalización de las parejas del mismo sexo en Polonia (más científicos (75,4%) que no científicos (57,6%) expresaron su aprobación), siendo el grupo más positivo hacia la legalización de las parejas del mismo sexo científicos representantes del campo de las ciencias naturales (91,8%). Los científicos que representan el campo de las ciencias técnicas fueron los menos positivos (56,7%).
- la mayoría de los científicos tienen una actitud positiva hacia la legalización del matrimonio entre personas del mismo sexo en Polonia (66,1%), en comparación con el 48,9% de los no científicos que expresan una actitud positiva hacia la legalización del matrimonio entre personas del mismo sexo en Polonia (el 43,7% de los no científicos están en contra), con el grupo más los científicos del campo de las ciencias naturales (84,5%) se mostraron positivos hacia la legalización de los matrimonios entre personas del mismo sexo, y los menos positivos fueron los científicos del campo de las ciencias técnicas (44,2%).[19]

En 2015 el Parlamento rechazó un proyecto de ley de uniones civiles, que incluiría a las parejas del mismo sexo y les otorgaría derechos semejantes a los matrimonios. Un total de 215 diputados votaron en contra del proyecto, 146 lo hicieron a favor, 24 se abstuvieron y 75 se ausentaron.

### Demonización de personas LGBT
El informe de ILGA Europa llama la atención sobre la retórica del partido gobernante Ley y Justicia en Polonia dirigida contra las personas LGBT. El 3 de octubre de 2019, el Consejo de Europa emitió una declaración en la que condenaba el discurso de odio  y la retórica deshumanizadora de políticos  y otras figuras públicas, que se intensificó en 2018 y 2019.
Además, según algunos observadores de la vida pública en Polonia, las personas LGBT son actualmente el objetivo de una campaña en Polonia. Esta campaña tiene como objetivo explotar la ignorancia social y los estereotipos negativos sobre gais y lesbianas  y está inspirada en gran medida por políticos del partido gobernante Ley y Justicia, la estación de televisión pública TVP así como activistas conservadores y de derecha. Algunos científicos consideran la creación de personas LGBT como "enemigo" "extranjero" utilizado en la lucha política. Según algunos comentaristas, la "campaña anti-LGBT" fue utilizada en la campaña de apoyo de PISentre otros movilizar al electorado.
En 2020, en el informe anual de ILGA Europa, Polonia fue reconocida como el país más homofóbico de la Unión Europea, ocupando el último lugar en la Unión en términos de derechos de las personas LGBT.

### Zonas francas LGBT
En Polonia, los llamados zonas francas excluidas las personas LGBT. Los manifestantes de derecha que pedían "zonas libres de LGBT" recibieron el apoyo de la jerarquía católica [cita requerida]. Las declaraciones encontraron oposición de la comunidad, pero también de la atención de los medios, que llamaron la atención sobre el agravamiento de la situación de las personas LGBT, como la BBC, Canal 4  y DW.
En marzo de 2020, se llevó a cabo una protesta en el Instituto Polaco de Berlín contra las "zonas francas"  y en el contexto de la adopción por Polonia de leyes sobre ellas, la organización Pride in Londonhizo un llamamiento al secretario de Relaciones Exteriores con respecto a la intervención sobre "las continuas violaciones de los derechos LGBT + en Polonia. Una protesta similar fue organizada en Londres por la Fundación Peter Tatchell , pidiendo 'el fin de los ataques anti-LGBT + por parte del gobierno, la iglesia y los extremistas de extrema derecha, mientras pedía respetar a los propios ciudadanos LGBT +.

### Casos legales
Algunas parejas en Polonia luchan por reconocimiento de matrimonio en el Tribunal Europeo de Derechos Humanos, por ejemplo en el caso Andersen v. Poland.